# Liste der Wappen in der Provinz Lucca
Die Liste der Wappen in der Provinz Lucca beinhaltet alle in der Wikipedia gelisteten Wappen der Orte in der Provinz Lucca in der Region Toskana in Italien. In dieser Liste werden die Wappen mit dem Gemeindelink angezeigt. 

## Wappen der Provinz Lucca

Provinz Lucca
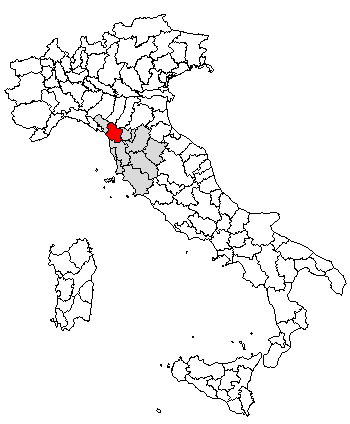
Lage der Provinz in Italien

## Wappen der Gemeinden der Provinz Lucca

Altopascio
Bagni di Lucca
Barga
Borgo a Mozzano
Camaiore
Camporgiano
Capannori
Careggine
Castelnuovo di Garfagnana
Castiglione di Garfagnana
Coreglia Antelminelli
Fabbriche di Vergemoli
Forte dei Marmi
Fosciandora
Gallicano
Lucca
Massarosa
Minucciano
Molazzana
Montecarlo
Pescaglia
Piazza al Serchio
Pietrasanta
Pieve Fosciana
Porcari
San Romano in Garfagnana
Seravezza
Sillano Giuncugnano
Stazzema
Vagli Sotto
Viareggio
Villa Basilica
Villa Collemandina